# Legionowo (stacja kolejowa)
Legionowo – stacja kolejowa położona w centrum miasta Legionowo.

## Opis stacji

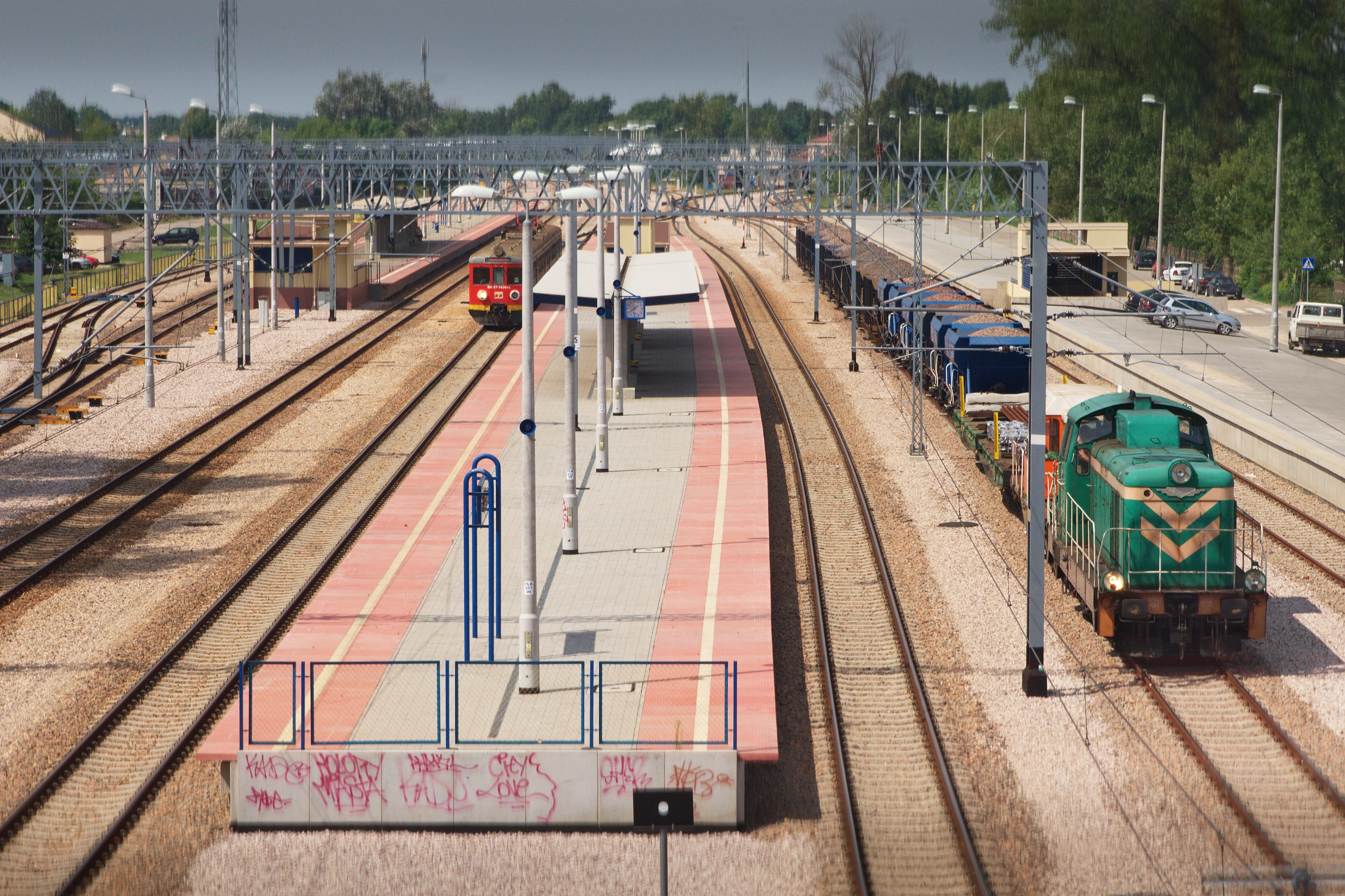
Widok ogólny stacji

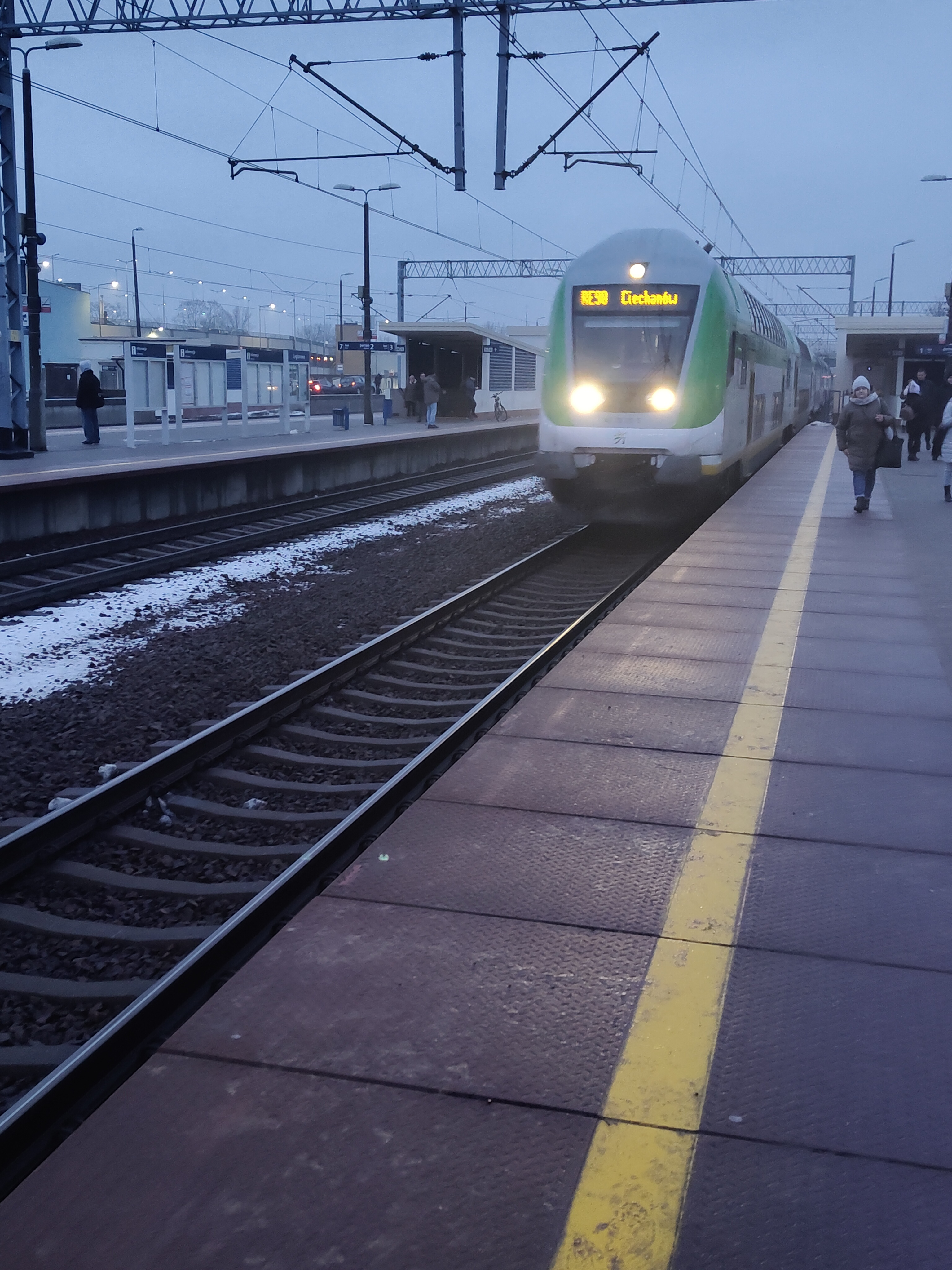
Pociąg Kolei Mazowieckich relacji RE90 "Ciechan" wjeżdżający na stację Legionowo

Na stacji znajdują się dwa szerokie, wysokie (760 mm nad PGS) perony wyspowe. Oba są pokryte kostką brukową. Na peronach znajdują się: tablice z nazwą stacji, wiaty przystankowe z ławkami, megafony, rozkłady jazdy pociągów, kosze na śmieci.
Wejście na perony możliwe jest od ulicy Kościuszki i Piłsudskiego (od strony centrum), a także od drugiej strony torów, tj. od strony ulicy Szwajcarskiej. Obie strony torów i perony łączy obecnie przejście podziemne przystosowane do obsługi osób niepełnosprawnych. Do 2008 roku przejście na drugą stronę torów było możliwe poprzez istniejące przejścia naziemne (łączące perony) oraz nadziemną kładkę dla pieszych. Ich likwidacja została wymuszona z powodu przystosowania infrastruktury kolejowej do prowadzenia pociągów przez odcinek w Legionowie z prędkością 140 km/h.
Na stacji znajdował się niegdyś dodatkowy nieużywany peron boczny. Obecnie w jego miejscu została wybudowana rampa wyładunkowa.
Obecny stan peronów jest skutkiem modernizacji zrealizowanej w latach 2008-2010 w ramach przebudowy linii kolejowej nr 9 (Warszawa Wschodnia – Gdańsk Główny).
W latach 2014–2016 przy stacji wybudowano nowoczesne Centrum Komunikacyjne składające się z budynku dworca, z nowoczesną mediateką i dwóch wysokopoziomowych parkingów.
Otwarcie nowego dworca, sfinansowanego w 15% przez samorząd, a w 85% przez Szwajcarsko-Polski Program Współpracy, odbyło się 11 września 2016. Od dnia oddania obiektu do użytku, tj. 11 września 2016 do 29 grudnia 2016, dworcem tymczasowo zarządzała Miejska Biblioteka Publiczna w Legionowie, posiadająca w nim swoją główną siedzibę. 29 grudnia 2016 miasto zawarło umowę z konsorcjum firm PEC Legionowo i KZB Legionowo na zarządzanie dworcem przez okres 20 lat, jednym z elementów umowy jest obowiązek prowadzenia kasy biletowej.

## Ruch pasażerski
| Rok  | Wymiana pasażerska na dobę | Ranking stacji w Polsce (miejsce) |
| ---- | -------------------------- | --------------------------------- |
| 2017 | 3700                       | 66.                               |
| 2018 | 6500                       | 36.                               |
| 2019 | 6500                       | 40.                               |
| 2020 | 5200                       | 34.                               |
| 2021 | 5500                       | 43.                               |
| 2022 | 6300                       | 56.                               |
| 2023 | 8800                       | 37.                               |